# Szikra János
Szikra János (Bácsalmás, 1954. június 6.) magyar író, költő, szociográfus. A Fejér megyei Pátkán él.
2017-ben Balassi Bálint-emlékkard díjat kapott.

## Kötetei
- Kokárda (gyerekversek, Magyar Napló, Bp., 2020) Archiválva 2022. május 16-i dátummal a Wayback Machine-ben
- Bácsalmási ikonosztáz (mozaikregény, Stádium Kiadó, 2012)
- Közép-európai nyár (összegyűjtött versek, Nemzeti Kultúráért Alapítvány–Hitel Könyvműhely, 2012)
- Akar-e élni Pátka? (irodalmi szociográfia, Vörösmarty Társaság, 2011)
- Ablakomban kutya ugat (versek, Százhalom Kiadó, 2002)
- Az élet ma másmilyen (leírások, szociográfiák, karcolatok; Felsőmagyarország Kiadó, 1999)
- Kőleves (versek, Antológia Kiadó, 1994)
- Hajlíthatatlanul (versek, Széphalom Könyvműhely, 1992)
- Fekete doboz (versek, Magyar Bibliofil Társaság, 1989)[1]